# Lijst van oorlogsmonumenten in Kaag en Braassem
De Nederlandse gemeente Kaag en Braassem heeft 4 oorlogsmonumenten. Hieronder een overzicht.
| Nr.  | Object                  | Herdachte groep | Ontwerper                  | Onthulling       | Type            | Locatie                             | Plaats           | Coördinaten                   | Foto                    |
| ---- | ----------------------- | --- | -------------------------- | ---------------- | --------------- | ----------------------------------- | ---------------- | ----------------------------- | ----------------------- |
| 2021 | Oorlogsmonument         | algemeen, militairen in dienst van het Ned. Kon. 1940-1945, verzet Nederland, overig                                                                     | Piet Killaars (17-10-1922) | 6 september 1949 | beeld/sculptuur | Noordhoek, 2371 CM                  | Roelofarendsveen | 52° 12' 10" NB, 4° 37' 55" OL | Oorlogsmonument         |
| 3021 | Oorlogsmonument Oud Ade | militairen in dienst van het Ned. Kon. na 1945, militairen in dienst van het Ned. Kon. 1940-1945, burgerslachtoffers, burgers voormalig Nederlands-Indië |                            |                  | plaquette       | Sint-Bavokerk, Leidseweg 4, 2374 AL | Oud Ade          | 52° 11' 29" NB, 4° 33' 59" OL | Oorlogsmonument Oud Ade |
| 3028 | Oorlogsmonument         | militairen in dienst van het Ned. Kon. na 1945, algemeen                                                                                                 |                            |                  | gedenksteen     | Dorpsstraat                         | Leimuiden        | 52° 13' 21" NB, 4° 40' 20" OL | Oorlogsmonument         |
| 3346 | Mosquito-monument       | algemeen, militairen in dienst van het Ned. Kon. na 1945, geallieerde militairen, militairen in dienst van het Ned. Kon. 1940-1945                       | Feike de Vries             | 3 juli 2009      | beeld/sculptuur | Kerstraat 4                         | Woubrugge        | 52° 10' 2" NB, 4° 38' 18" OL  | Mosquito-monument       |

Alblasserdam ·
Albrandswaard ·
Alphen aan den Rijn ·
Barendrecht ·
Bodegraven-Reeuwijk ·
Capelle aan den IJssel ·
Delft ·
Den Haag ·
Dordrecht ·
Goeree-Overflakkee ·
Gorinchem ·
Gouda ·
Hardinxveld-Giessendam ·
Hendrik-Ido-Ambacht ·
Hillegom ·
Hoeksche Waard ·
Kaag en Braassem ·
Katwijk ·
Krimpen aan den IJssel ·
Krimpenerwaard ·
Lansingerland ·
Leiden ·
Leiderdorp ·
Leidschendam-Voorburg ·
Lisse ·
Maassluis ·
Midden-Delfland ·
Molenlanden ·
Nieuwkoop ·
Nissewaard ·
Noordwijk ·
Oegstgeest ·
Papendrecht ·
Pijnacker-Nootdorp ·
Ridderkerk ·
Rijswijk ·
Rotterdam ·
Schiedam ·
Sliedrecht ·
Teylingen ·
Vlaardingen ·
Voorne aan Zee ·
Voorschoten ·
Waddinxveen ·
Wassenaar ·
Westland ·
Zoetermeer ·
Zoeterwoude ·
Zuidplas ·
Zwijndrecht